# وندویل
وندویل (به فرانسوی: Vendhuile) یک کمون در فرانسه است که در پیکاردی واقع شده‌است.

## خصوصیات
وندویل ۱۰٫۹۶ کیلومترمربع مساحت و ۵۱۱ نفر جمعیت دارد و ۸۶ متر بالاتر از سطح دریا واقع شده‌است.